# 散りぬるを (テレビドラマ)
『散りぬるを』（ちりぬるを）は、東海テレビ制作・フジテレビ系列で、1971年3月29日～6月25日に放送された昼ドラマである。

## ストーリー
花屋を営む大里信吾は、集団就職で沖縄から来たフサ子と知り合い、結婚して幸せな日々を送っていた。しかし、フサ子が暴漢に襲われたことによって、二人の幸福は崩れてゆくのだった…

## キャスト
- 大里信吾:長門裕之
- フサ子:沢宏美
- ユミ（クラブのママ）:磯村みどり
- 藤本:天草四郎
- 原口:小栗一也
- 島倉:渥美國泰
- 谷:浅香春彦
- ヨシ子:原田千枝子

## スタッフ
- 監督:坂谷紀之、村田啓三
- 脚本:岡本克巳

## 参考資料
- 「福島民報」 放送当時の番組欄。[要文献特定詳細情報]